# ジェレミー・アリアディエール
ジェレミー・アリアディエール（Jérémie Aliadière, 1983年3月30日 - ）は、フランス・ランブイエ出身の元サッカー選手。ポジションはFW。

## 経歴
クレールフォンテーヌ国立研究所の出身であり、U-21代表に選出されるなど、フランスの将来を担う選手として嘱望された。
足が速く瞬発力は高いのだが、ボールのもらい方やもらう位置、シュートの精度などに課題が多い。足が速く瞬発力は高いのだが、ボールのもらい方やもらう位置、シュートの精度などに課題が多い。決定力不足は致命的で、アーセナルFC時代にはアンリの負傷時に試されたこともあるが、結果を残せず、4年で29試合1ゴールに終わった。アーセナル保有期間中、いくつかのチームを渡り歩きながらも、出場さえままならなかった。2007年夏に220万ユーロ (約3億6300万円) の移籍金でミドルズブラFCへ完全移籍し、ようやくコンスタントに試合に出られるようになった。2011年2月にUAEのクラブ、アル・アインFCへの移籍がアル・アイン側から発表されたが、アリアディエールは不誠実な行いがあったとしてこれを拒否。古巣アーセナルでトレーニング生活を送り、7月にリーグ・アンのFCロリアンへと移籍した。2014年7月、カタール・スターズリーグのウム・サラルSCに移籍した。
2016年６月20日、古巣のFCロリアンに復帰し、1年契約を交わした。2017年4月2日、リール相手に移籍後初ゴールを挙げ、1-0での勝利に大きく貢献したが、これがシーズン唯一のゴールとなった。シーズン終了後にロリアンを退団。
ロリアンを退団後、インドやオーストラリアなどのクラブからオファーがあったことを明かしたが、契約締結には至っていない。

## 所属クラブ
- 2001-2007  アーセナルFC

→2005  セルティックFC (loan)
→2005-2006  ウェストハム・ユナイテッドFC (loan)
→2006  ウルヴァーハンプトン・ワンダラーズFC (loan)
- 2007-2010  ミドルズブラFC
- 2011.7-2014 FCロリアン
- 2014-2016  ウム・サラルSC
- 2016  ムアイザルSC
- 2016-2017  FCロリアン